# Тед Мосби
Теодор Эвелин «Тед» Мосби (англ. Ted Mosby) — главный персонаж телесериала «Как я встретил вашу маму», безнадёжный романтик, пытающийся найти девушку своей мечты, от лица которого ведётся повествование в сериале.

## Биография
Тед Мосби (полное имя Теодор Эвелин Мосби) родился 25 апреля 1978 года в Шейкер Хайтс, штат Огайо, также как и создатель сериала Картер Бейз. Наполовину еврей. Обучался архитектуре в Уэслианском университете. В первых четырёх сезонах он работает архитектором, начиная с пятого — университетским преподавателем архитектуры. Живёт в одной квартире со своими лучшими друзьями Маршалом Эриксеном и Лили Олдрин, а после того, как они переедут в собственную квартиру — с Робин Щербатски. Через время съезжает со своей квартиры (в которой начиналась история сериала) и оставляет её Маршаллу Эриксену и Лили Олдрин и их сыну Марвину. После ещё нескольких месяцев, сразу на свадьбе Барни Стинсона и Робин, встречает Трейси Макконнел, свою будущую жену и мать их будущих детей.

## Личность
Тед склонен к безумным романтическим поступкам: в пилотном эпизоде он крадёт синюю валторну (по прозвищу «Пенис Смурфа»), которая была темой разговора Теда и Робин на их первом свидании, а затем пугает Робин, сказав что влюблён в неё. Также, каждый год на Хэллоуин он надевает костюм в виде бюллетеня для голосования в надежде встретить «Шлюшку-тыкву» — женщину, одетую как фонарь из тыквы, которую он однажды встретил на вечеринке в честь Хэллоуина. Когда он её встречает в 7 сезоне, в серии «Шлюшка-тыква возвращается», их отношения рушатся.
Тед по-настоящему влюблён в свою работу. Его главная мечта — построить небоскрёб на Манхэттене. В 4-м сезоне он разрабатывает проект штаб-квартиры национального банка «Голиаф». Проект сворачивают из-за финансового кризиса, но возобновляют в 6-м сезоне. Одна из девушек Теда, Зоуи, произвела на него впечатление именно из-за «архитектурного ботанизма».
Некоторое время Тед утверждал, что его не рвало с 1993 года. Тем не менее, в эпизоде «Игровая ночь», он показывает, что это не так, и что его вырвало на дверной коврик Робин. У Теда есть отвратительная привычка исправлять всё, что говорят окружающие. Он считает себя «офигенным детективом», у него в детстве даже был детективный клуб под названием «The Mosby Boys», в который входили его сестра и приручённая им белка. Тед знает французский и язык жестов. Он также говорит и на испанском, хоть и неуклюже. Пабло Неруда является одним из его любимых поэтов.
Первый фильм, который посмотрел Тед — Звездные войны: Новая надежда. Раз в три года Тед, Маршалл и Барни пересматривают оригинальную трилогию. Одним из любимых фильмов является драма «Энни Холл». В котором как говорит сам Тед «Вуди Аллен в самом рассвете сил». Так же этот фильм Тед использует как критерий в оценке девушек. Любимый исполнитель Теда — Странный Эл Янкович. Тед утверждает, что именно он дал Странному Элу идею для песни «Like A Surgeon».

## Отношения с другими персонажами
Маршалл — лучший друг Теда. Парни познакомились в колледже, где жили в одной комнате, но стали лучшими друзьями после того, как застряли в снежную бурю на машине Маршалла (Pontiac Fiero). Этот инцидент они называют «фиаско на сотой тысяче» (Тед) и «Фиеро-аско» (Маршалл). После колледжа они также жили вместе (у Лили также была отдельная квартира, в которой она не жила). Они поддерживают друг друга после того, как Лили покинула Маршалла во 2 сезоне, а Робин уехала в Южную Америку после расставания с Тедом в 3 сезоне.
Барни и Тед познакомились в 2001 году в баре МакЛаренс, оказавшись вместе в уборной. После Барни подсел к Теду и говорит ему, что он будет «учить его, как жить». На протяжении всего сериала, Барни, считая себя лучшим другом Теда, толкает Теда жить полной жизнью и делать сумасшедшие вещи ночью, чтобы они были «Леген…подожди-подожди…дарными». Сам Тед считает своим лучшим другом Маршалла, но в то же время он ценит Барни как друга. В 3 серии 1 сезона Тед говорит, что дружит с Барни, потому что им всегда есть что вспомнить вместе.
Лили является одним из самых близких друзей Теда и его голосом разума. Тед идёт к Лили по вопросам романтики, в то время как Лили назвала себя «Защитницей Теда», и портила многие его отношения, в том числе и с Робин.
Тед встречает и влюбляется в Робин в пилотном эпизоде, и их сдвиги в отношении дружбы и романтики меняются на протяжении всех серий. Тед для Робин является голосом разума, и на протяжении всего сериала Робин идет к Теду за советом и т. д. Некоторое время (с 7 серии 4 сезона по 17 серию 7 сезона) они жили вместе.